# Sondrio
Sondrio (lombardul: Sundri, németül: Sonders vagy Sünders, romansul: Sunder) település Olaszországban, Sondrio megyében. Lakosainak száma 21 066 fő (2023. január 1.). Sondrio Albosaggia, Caiolo, Castione Andevenno, Faedo Valtellino, Spriana, Torre di Santa Maria és Montagna in Valtellina községekkel határos.

## Híres szülöttei
- Michele Rajna (1854–1920), matematikus
- Luigi Credaro (1860–1939) pedagógus, közoktatási politikus
- Pier Luigi Nervi (1891–1979), építész
- Gianni Celati (1937–2022), költő és író
- Pierangelo Andreani (* 1947–), Industriedesigner
- Giulio Tremonti (1947–), politikus
- Franco Moretti (1950–), irodalomtudós
- Arianna Fontana (1990–), atléta

## Népesség
| Lakosok száma | 21 632 | 21 642 | 21 066 |
|               | 2017   | 2018   | 2023   |

## Gáléira

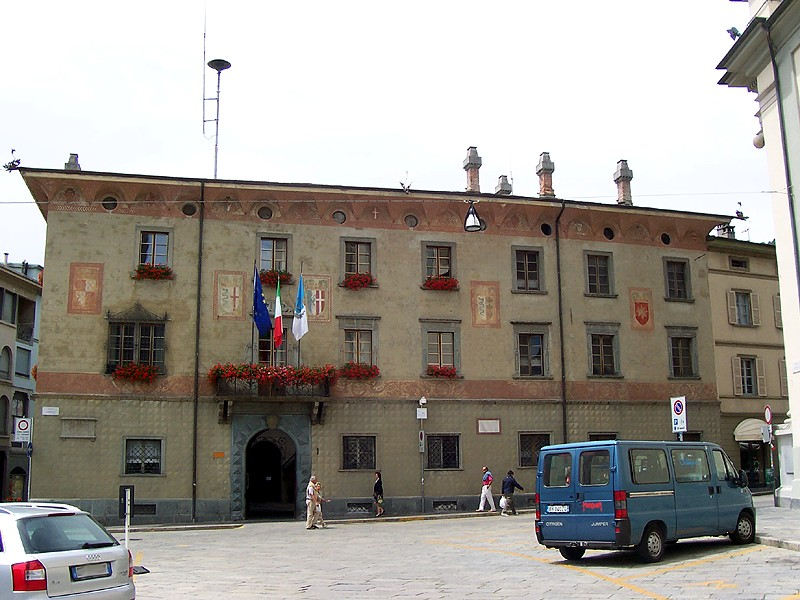
Palazzo Pretorio (városháza)
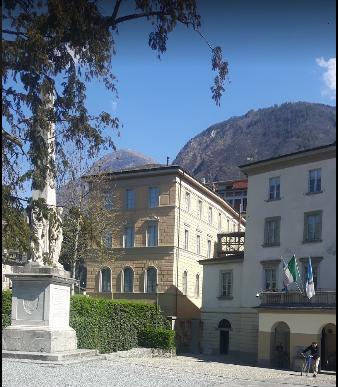
Palazzo Martinengo, állami archívum
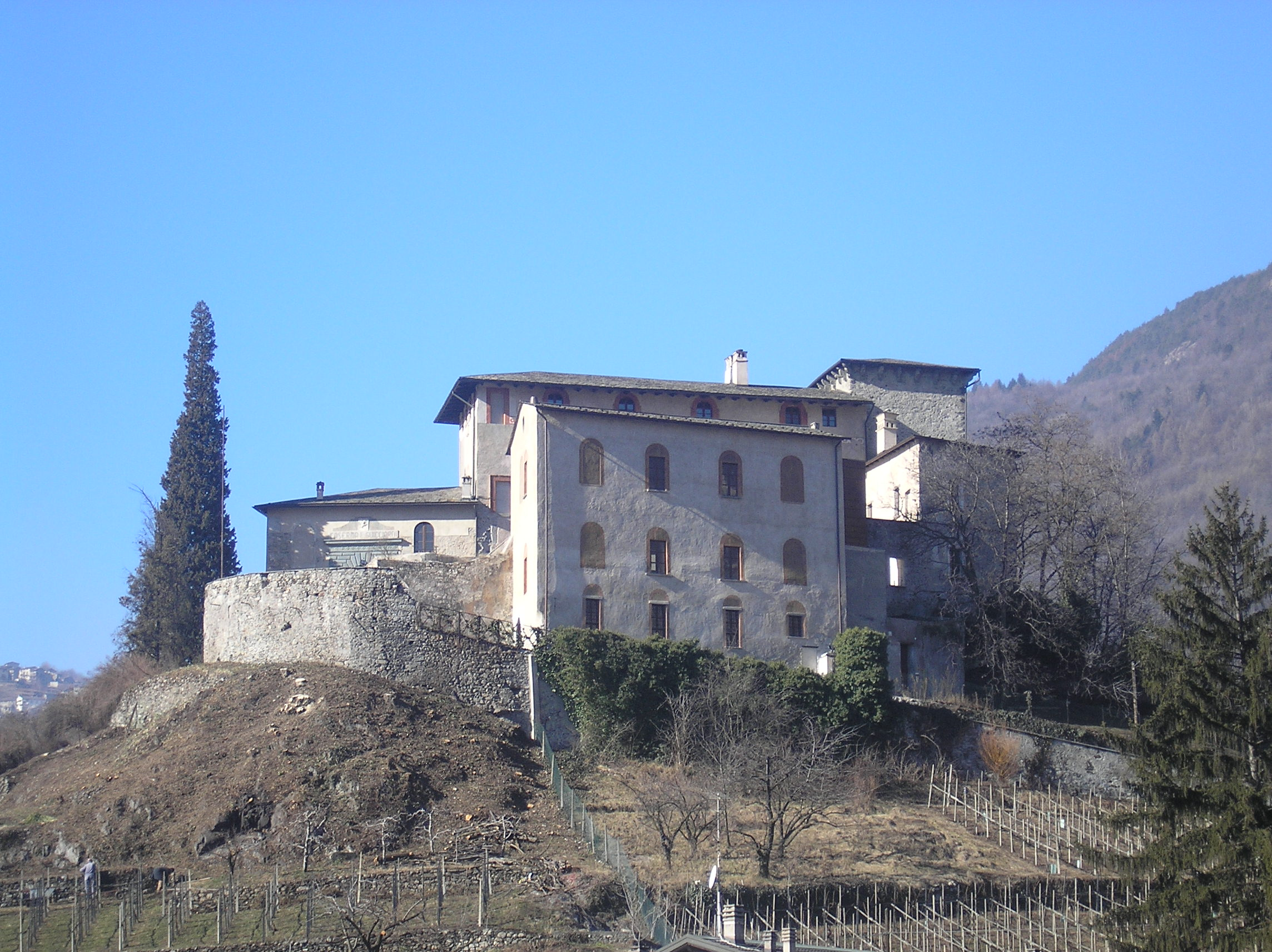
Masegra kastély